# WebSphere Adapters
Un WebSphere Adapter (Adaptador WebSphere) es una tecnología de IBM a nivel del software del sistema usada para la creación de controladores que permiten a aplicaciones Java conectarse con un Sistema de Información Empresarial (EIS por sus siglas en inglés) conforme a la versión 1.5 de la Especificación JCA, pudiendo usar tecnologías como COM, CORBA, etc. o adaptadores de aplicaciones. Se conecta a un servidor de aplicaciones y provee de conectividad entre el EIS, al servidor de aplicaciones y la aplicación de empresa.
WebSphere Adapters está disponible desde la versión 6.1 de la plataforma WebSphere.